# Peneroplidae
Peneroplidae es una familia de foraminíferos bentónicos de la superfamilia Soritoidea, del suborden Miliolina y del orden Miliolida. Su rango cronoestratigráfico abarca desde el Coniaciense (Cretácico superior) hasta la Actualidad.

## Clasificación
Peneroplidae incluye a los siguientes géneros:
- Archiacina †
- Coscinospira
- Dendritina
- Laevipeneroplis
- Monalysidium
- Peneroplis
- Renulina †
- Spirolina
- Vandenbroeckia †
- Euthymonacha

Otros géneros considerados en Peneroplidae son:
- Cribrospirolina, aceptado como Coscinospira
- Cristellaria, aceptado como Peneroplis
- Meneghinia, aceptado como Dendritina
- Neopeneroplis, aceptado como Dendritina
- Palaeopeneroplis, aceptado como Laevipeneroplis
- Pelorus, considerado subgénero de Dendritina, Dendritina (Pelorus)
- Penarchaias
- Renulites, considerado nombre superfluo de Renulina
- Spirolinites, aceptado como Spirolina